# مارفن وليامز
مارفن وليامز (بالإنجليزية: Marvin Williams)‏ (12 أغسطس 1987 المملكة المتحدة - ) هو لاعب كرة قدم بريطاني يلعب كلاعب وسط.

## روابط خارجية
- مارفن وليامز على موقع قاعدة بيانات كرة القدم.إي يو (الإنجليزية)
- مارفن وليامز على موقع Soccerbase.com (لاعب) (الإنجليزية)
- مارفن وليامز على موقع Soccerway.com (الإنجليزية)